# Nimioglossa ravida
Nimioglossa ravida là một loài ruồi trong họ Tachinidae.